# The End of Faith
The End of Faith: Religion, Terror, and the Future of Reason är en religionskritisk bok av Sam Harris, utgiven 2004. Boken handlar om organiserad religion, sammandrabbningen mellan religiös tro och rationellt tänkande, samt problemen med tolerans mot religiös fundamentalism.
Den belönades med det amerikanska PEN/Martha Albrand-priset 2005. 2005 gick boken in på plats fyra på New York Times Best Seller list och låg kvar på listan i 33 veckor.